# Claviger saulcyi
Claviger saulcyi – chrząszcz z rodziny kusakowatych, podrodziny Pselaphinae.

## Występowanie
Występuje w Hiszpanii. Podgatunek C. saulcyi espanoli ma zasięg ograniczony do Kadyksu, C. saulcyi lucens spotykany jest w Ávili, podgatunek nominatywny spotykany jest w Madrycie.

## Podgatunki
- Claviger saulcyi espanoli Mateu, 1954
- Claviger saulcyi lucens Besuchet, 1961
- Claviger saulcyi saulcyi Brissout de Barneville, 1866